# 上平井橋
上平井橋（かみひらいばし）は、中川に架かる東京都道450号新荒川葛西堤防線の橋である。右岸 (西詰) の東京都葛飾区東四つ木一丁目と左岸 (東詰) の西新小岩三丁目および五丁目の間を結んでいる。現在の橋は、1965年竣工の橋である。

## 歴史

### 架橋以前
明治時代以前より現在の上平井橋よりやや下流側に「上平井の渡し」と呼ばれる中川の渡船場があり、渡し場より上流で中川と
綾瀬川が合流していた。

### 1923年の橋
荒川放水路（現在の荒川）開鑿の付帯事業として国庫の補助を得て建設され、1923年(大正12年)4月に竣工した。長さ約65m、幅2.5mの鉄筋の橋脚をもつ木橋または鉄筋コンクリート橋だった
。

### 1931年の橋
1931年(昭和6年)9月に木造の仮設橋が架橋された。次いで、老朽化のため1937年(昭和12年)3月に架け替えが行われた。

#### カスリーン台風

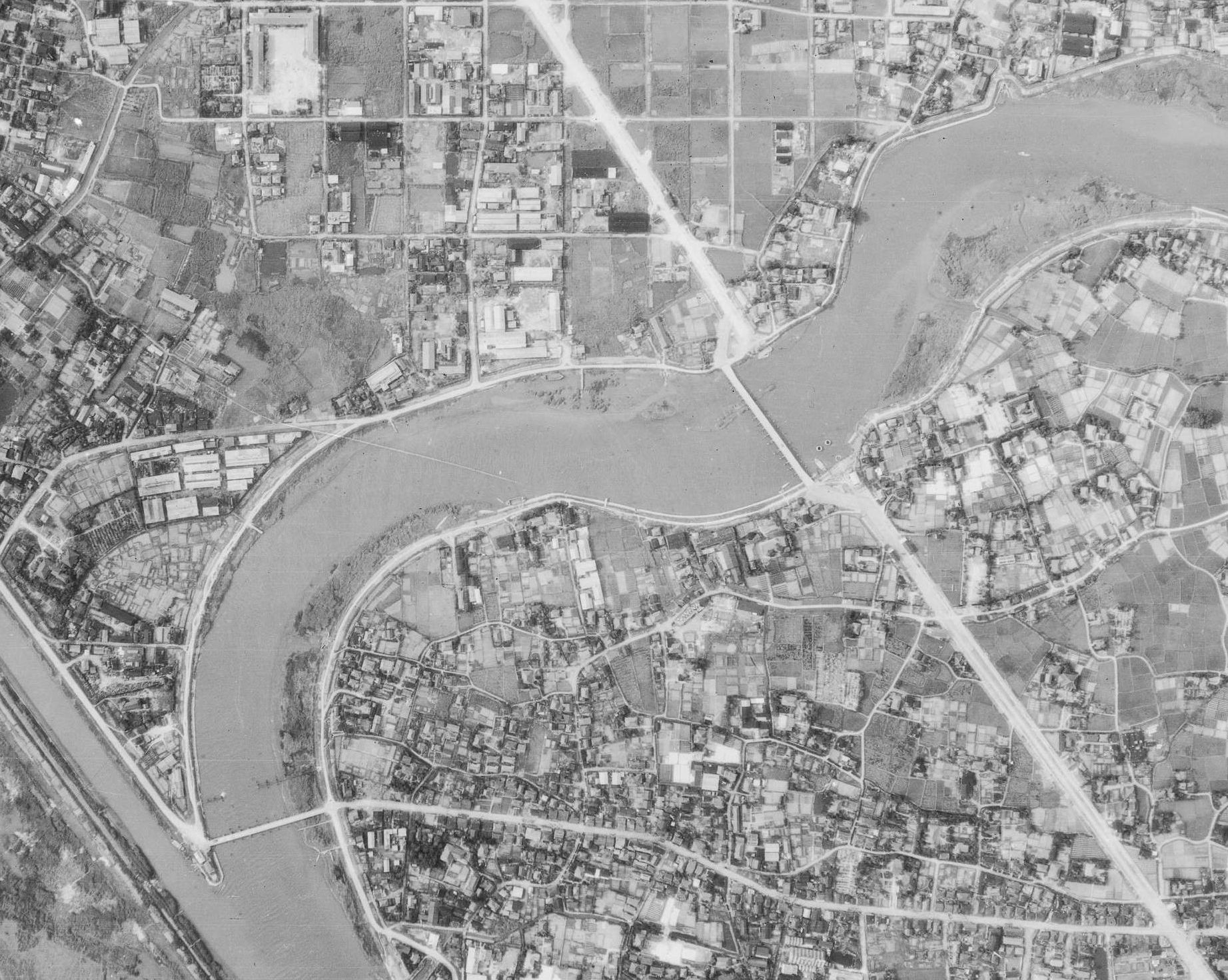
カスリーン台風による流出前。左下が上平井橋で中央は平和橋。国土地理院　地図・空中写真閲覧サービス USA-M372-148を元に加工。

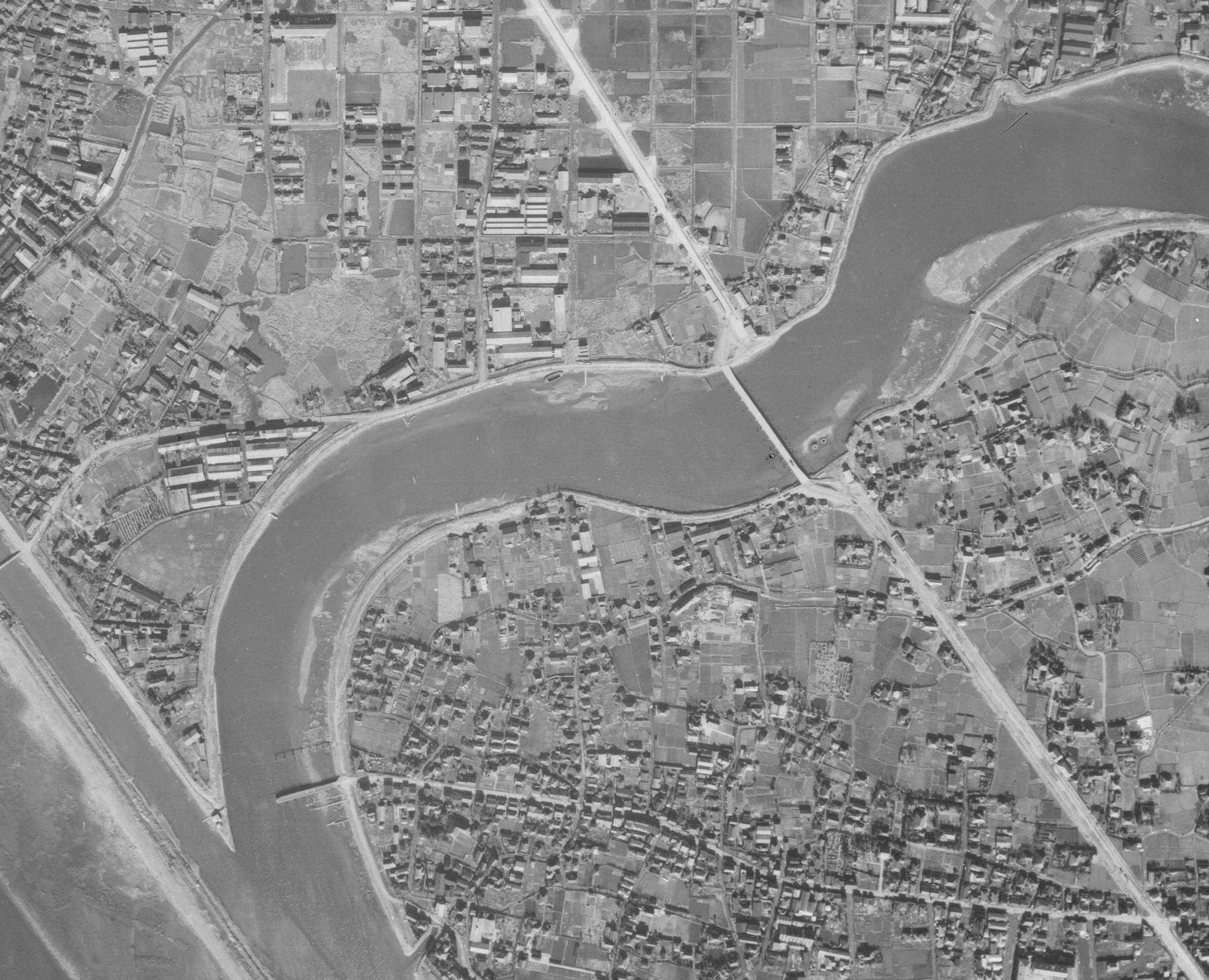
1948年1月の様子。平和橋は既に復旧しているが上平井橋は破損したままである。国土地理院　地図・空中写真閲覧サービス　SA-M737-130を元に加工。

1947年 (昭和22年) 9月14日から15日にかけて関東地方を通過したカスリーン台風とその後の中川上流より起こった増水により、9月19日 0時55分、上平井橋の西側半分は破損、流出した。

### 1948年の橋
カスリーン台風によって流出した1948年(昭和23年)11月20日に復旧した。この時の橋は橋長113.6 m、幅員4.5 mの木橋であった。

### 1952年の橋
交通量の増加により木橋の損傷が激しくなったため、橋長117 m、幅員5 mの鉄桁橋に架け替えられた。1958年（昭和33年）に狩野川台風による河川増水に遭っている。

### 1965年の橋

#### 架橋まで

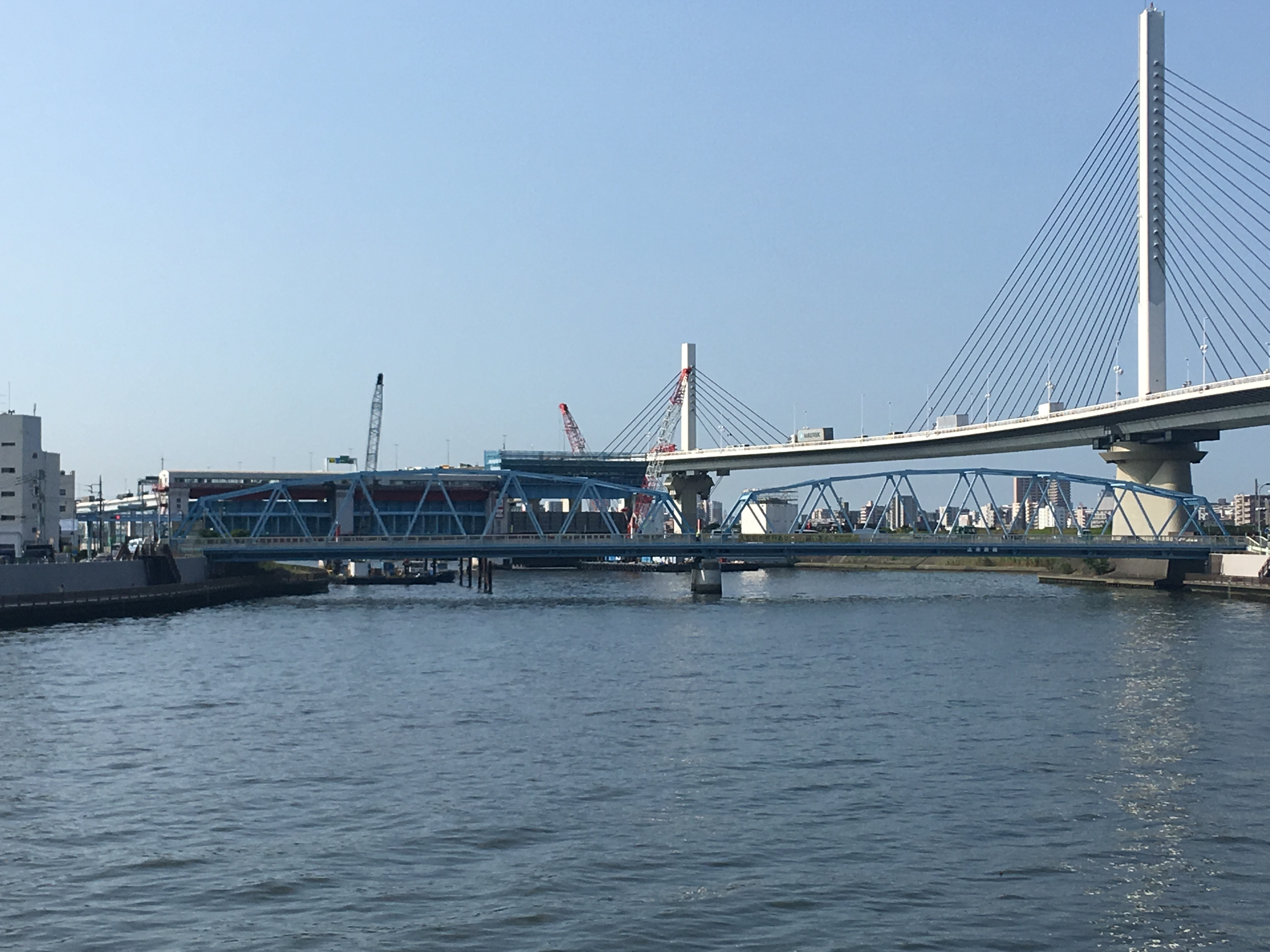
手前が上平井橋。奥に上平井水門、右にかつしかハープ橋。

更なる交通量の増加により橋長127.7 m、幅員7 mの現在の橋に架け替えられた。架橋は1961年(昭和36年)10月に着手、1965年(昭和40年)10月に完成した。2径間の曲弦ワーレントラス橋である。

#### 架橋後

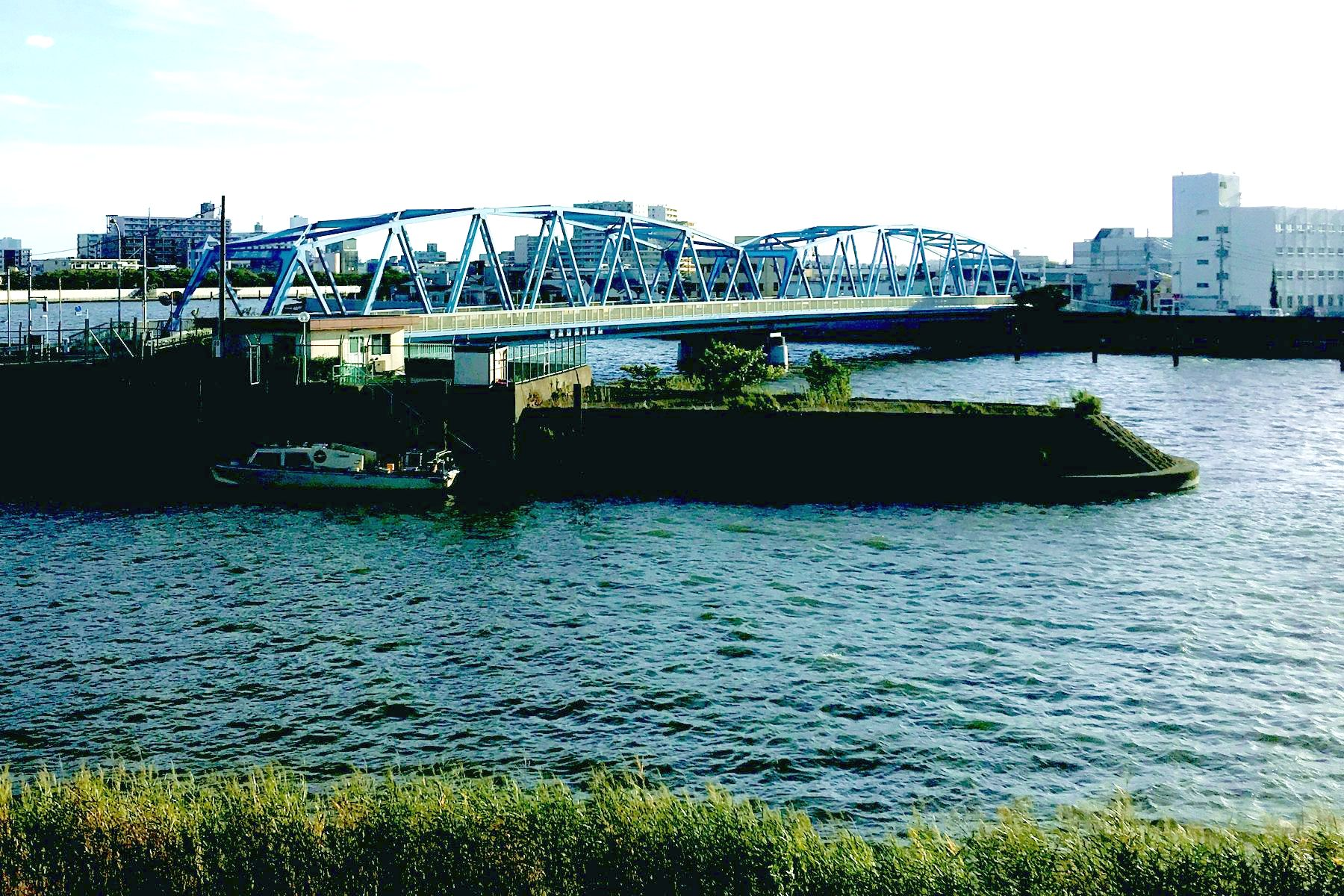
上平井橋と中川・綾瀬川合流地点

架橋後、上平井水門(1970年完成)、かつしかハープ橋(1987年開通)が建設され、周辺の景観は大きく変容した。また架橋50年を機に長寿命化工事の一環として上部工の補強工事が2015年（平成27年）6月19日から2016年（平成28年）3月31日にかけて実施され、その施工内容が評価されたため東京都の2016年度の建設局優良工事として局長表彰を受けた。

## 周辺
- 上平井水門
- かつしかハープ橋
- 木下川薬師
- 外谷汐入庭園
- 中川左岸緑道公園
- 西新小岩5丁目公園（モンチッチ公園）
- 葛飾区立中川中学校
- 本田ポンプ場
- 四ツ木駅・・・徒歩約15分
- 新小岩駅・・・徒歩約20分

## バス路線
京成タウンバス 新小52系統

## 隣の橋
- 中川

（上流） - 本奥戸橋 - 平和橋 - 上平井橋 - 平井大橋  - 総武本線荒川・中川橋梁 - （下流）